# كونراد دودن
كونراد دودن (بالألمانية: Konrad Duden)‏ (1829-1911)، عالِم لُغة، ومُعجميّ ألمانِيّ. مِن أثاره مُعجم دودن، الّذِي يعتبر مَن أهمّ المراجع لقواعِد اللُّغة الأَلمانِيَّة.

## النشئ
وُلِد كُونراد أَلِكساندر فرِيدرِيش دوّدن فِي الثّالِث من يَناير / كانُون الثَانِي من العام 1829 فِي بلدة صَغيرة تُدعى ڭيوت بوسيجِت فِي مَدينة لاكهاوسِن والّتي باتَت تُعرّف بڤيِسيل فِي منطِقة دوسلدورف، شمال الراين وستفاليا إِحدى وِلايات ألمانيا السِّتّ عشر. والِدهُ هو السّيِّد يوهان كونراد (1802-1885)، ووالِدتةُ هِي السّيِّدة جُوليا مُونجِي (1810-1883). كان والِدهُ مالِك عقاراتٌ، ومسؤُول سِكّةِ قِطار ڤيِسيل. وكان جدّةُ السّيِّد كُونراد دوّدن (1756-1824) رئيس بلديّة المدينة. وكانت والِدته شقيقة الطبِيب جُولِيوس مُونجِي، واِبنة السّيِّد مُونجِي الكبير أحدٌ مُلاَّك العقاراتٌ فِي بُوسيجِت. أكمل تعلِيمهُ فِي مدينة ڤيِسيل، وأتمَّ مراحِل التّعلِيمِ ما قَبل الجامعيّ فِي عام 1846. نشَأ دوّدن وترعرع فِي قريتهِ الصَّغيرة ڭيوت بُوسيجِت بالقُرب مِن نهر الرَّايِن وأَمضى طُفولته فِيها.

## المؤلَّفات
تَلّى ذلِك درّاسة الفلسفة، وعُلُوم اللُّغة، والتّاريخ، وكذلك اللُّغة الأَلمانِيَّة، والأدب، في جامعة بون. وبَعْدَ أنّ أتمّ تعلِيمة الجامعيّ عام 1854 تبنّي فِكرة توحيد طرِيقة كِتابة الكلِمات الأَلمانِيَّة بين البُلدانٌ النّاطقة باللُّغة الأَلمانِيَّة، حيث كان لفظ الكلِمة وطريقة كِتابتُها يتباين فِي بعض الأحيان حسب المِنطقة المُستخدمة فِيها. وفِي عام 1872 نشر أول مُؤَلّفُاته بعُنوان «قواعِدُ الإملاء والتّهجِيةِ الأَلمانِيَّة». وفِي عام 1880 قام بنشر أهمّ مُؤَلّفُاته بعُنوان «القَامُوس الهجائي» الَّذي يحمل اسم دودن. مُنذ ذلِك الحِين أخذ المُعجم بالتطوّر والنّمو ولاتزالُ لجنة تحرير وتنقِيحُ دودن تعقّدُ اجتماعات مُتواصِلة للعمل على تَطوير المُعجم ومُواصلة البحث عن أُصول كلِمات اللُّغة الأَلمانِيَّة.

## وصلات خارجية
- دودن (الصّفحة الرّئيسيّة باللُّغة الأَلمانِيَّة).
- كُونراد دودن (بَيان مُختصر عن المراحِل العلميّة والعمليّة باللُّغة الأَلمانِيَّة).
- ألمانيا تذكر بملهم لغتها ومعلمها كونراد دودن (دويتشه ڤيله القسم العربي).